# Константин Великий (фильм)
«Константин Великий» (итал. Costantino il Grande) — фильм 1961 года (Италия, Югославия) о римском императоре Константине I Великом режиссёра Лионелло Де Феличе.

## Сюжет
Константин I Великий — римский император, создатель Второго Рима, прекративший кровавые гонения на христиан и установивший свободу исповедования христианской религии. История его любви, пути к власти и борьбы за новый справедливый мир, мир без тирании, угнетения и религиозной нетерпимости. Этот фильм о человеке, изменившем мир.

## В ролях
- Корнел Уайлд — Константин I Великий
- Белинда Ли — Фауста
- Массимо Серато — Максенций
- Кристина Кауфманн — Ливия
- Фаусто Тоцци — Адриан
- Тино Карраро — Максимиан
- Карло Нинки — Констанций I Хлор
- Нандо Гаццоло — Лициний
- Аннибал Нинчи — Галерий
- Карло Тамберлани — Диоклетиан
- Витторио Саниполи — Апулей
- Элиза Чегани — Елена